# 윤지영 (희극인)
윤지영(1983년 ~ )은 대한민국의 희극 배우이다.

## 출연작

### 방송
- 개그야 (MBC)